# Stemorrhages uniformis
Stemorrhages uniformis is een vlinder uit de familie van de grasmotten (Crambidae). De wetenschappelijke naam van deze soort is voor het eerst voorgesteld door Koen Maes in een publicatie uit 2023. De spanwijdte bedraagt 45-50 millimeter.
De soort komt voor in Madagaskar en op het eiland Silhouette van de Seychellen.